# Armando Zavatta
Armando Zavatta (Sciaffusa, 11 dicembre 1915 – 1976) è stato un presbitero e missionario italiano Fu un sacerdote missionario in Romania, durante la Seconda guerra mondiale lavorò ad Odessa in Repubblica Socialista Sovietica Ucraina, fu arrestato con l'accusa di spionaggio per il Vaticano, passò 10 anni nel Gulag sovietico.

## Biografia
Nato a Sciaffusa in Svizzera nella famiglia di un emigrato italiano che poi era tornato a Bertinoro. Il padre Silvio Zavatta (1891-1957) discendeva da una nobile famiglia ferrarese emigrata a Ravenna nel 300, la madre Maria Ligresti dei baroni di Signorino e di Cannavà (1883-1925) apparteneva ad una famiglia decaduta di armatori navali siciliani.
Dopo avere compiuto gli studi nel seminario diocesano di Forlì-Bertinoro e nei seminario di Arad in Romania venne ordinato sacerdote nel 1939.
Nel 1942 durante la Seconda guerra mondiale fu inviato come missionario ad Odessa in Repubblica Socialista Sovietica Ucraina occupata dalle truppe rumene e tedesche. 
Nel 1944 i tedeschi lasciarono Odessa e padre Zavatta per non abbandonare la sua parrocchia si nascose per diversi giorni.
Fu arrestato dai sovietici che rientrarono ad Odessa il 24 maggio 1944 con l’accusa di essere una spia del Vaticano e condannato a 10 anni di lavori forzati.
Passo 10 anni nei gulag sovietici dal Circolo Polare alla Siberia, dagli Urali all’estremo Oriente.
Scrisse un libro, pubblicato per la prima volta in Italia nel 1955 dove racconta dell’apostolato tra i prigionieri e delle messe clandestine.
Nel 1954 fu liberato insieme ai altri 18 italiani prigionieri di guerra. Rientrò in Italia. 
Nel 1956 ritornò in Svizzera dove continuò il suo ministero con vari incarichi tra i quali quello di cappellano nella clinica di Brissago.